# 乙二硫基氯化砷
乙二硫基氯化砷是一种有机化合物，化学式为C2H4AsClS2。它可由乙二硫醇和三氯化砷在四氯化碳中于室温反应制得；或由乙二硫醇砷和三氯化砷反应得到。它和Na[Fe(CO)2(C5H5)]反应，可以得到Fe(AsS2C2H4)(CO)2(C5H5)。它在二氯甲烷中和氯化镓反应，可以得到(AsS2C2H4)2(GaCl4)2。